# St. Bonifatius (Alsheim)

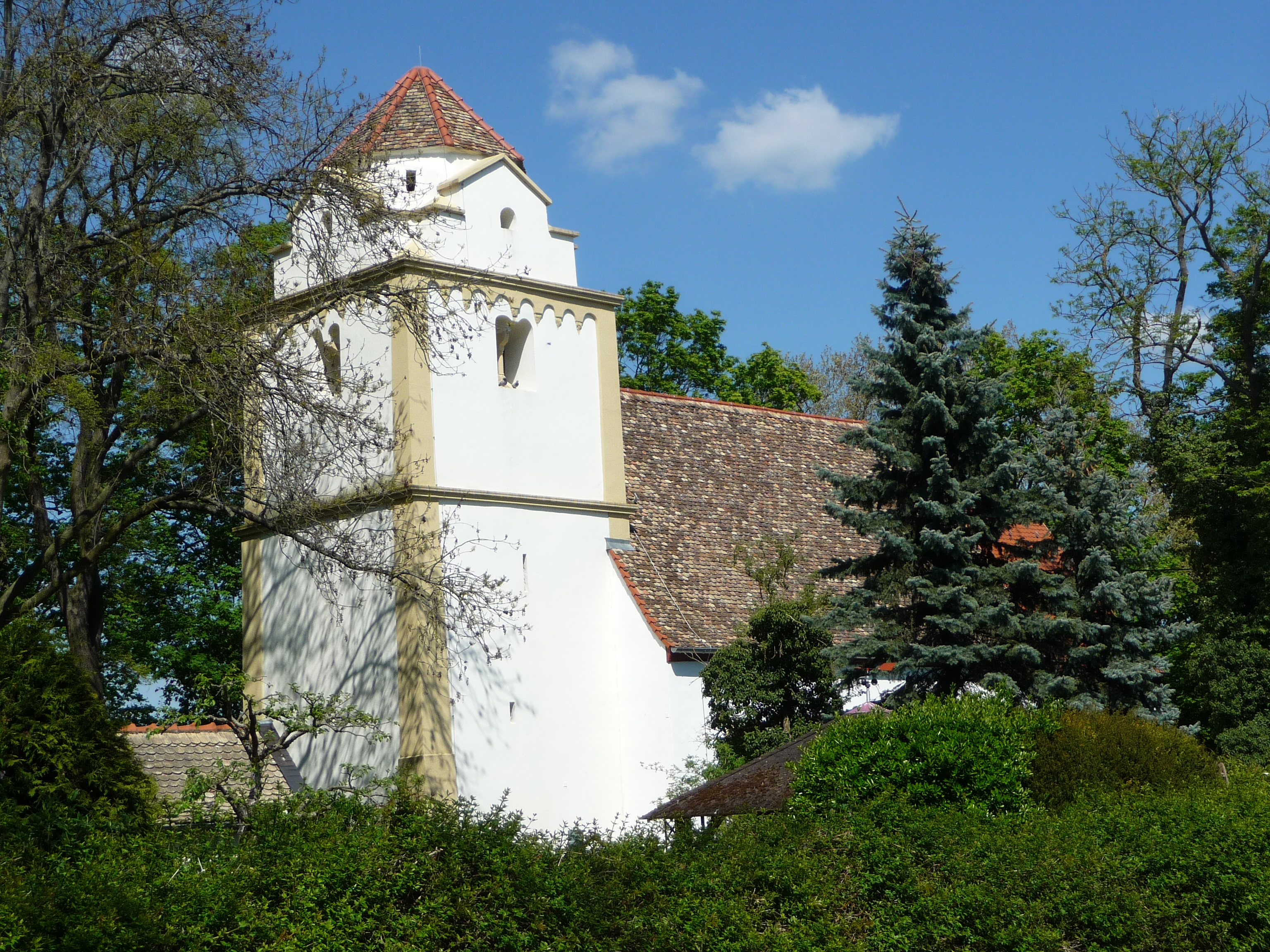
St. Bonifatius in Alsheim

Die evangelische Pfarrkirche, ehemals St. Bonifatius, in Alsheim im Landkreis Alzey-Worms wurde um 1200 als romanischer Saalbau erbaut. Im 18. Jahrhundert wurde sie barock überformt; 1874 wurden die Fenster verändert. Der Saalbau hat einen quadratischen Chor. Sie ist in der Denkmalliste des Landes Rheinland-Pfalz als Kulturdenkmal verzeichnet, siehe auch: Liste der Kulturdenkmäler in Alsheim.

## Bau und Ausstattung
Der gedrungene Westturm gehört zu dem in der Gegend viermal vorkommenden Typ der sogenannten „Heidenturmkirchen von Rheinhessen“ (siehe auch: St. Paul in Worms, St. Viktor in Guntersblum und Allerheiligen in Dittelsheim-Heßloch) dessen reich geformte steinerne Bekrönung eine Nachbildung orientalischer (armenischer?) Zentralbauten im Kleinen ist. Der Zeltdachabschluss entstand wohl erst im 18. Jahrhundert.
In der Kirche sind Reste eines Wandmalereizyklus vorhanden, der in der Mitte des 14. Jahrhunderts entstanden ist. Dargestellt wird die Anbetung der Könige, Legende von den 10.000 Märtyrern auf dem Berg Ararat (welche eng verwandt mit den Gemälden in Ilbenstadt und Lobenstein sind) sowie Szenen aus dem Leben Jesu.
Auf dem Friedhof gibt es Grabsteine des 18. und 19. Jahrhunderts und ein Kriegerdenkmal von 1914/18. Es handelt sich um eine neuklassizistische Anlage aus den 1920er Jahren.
Die Kirchengemeinde gehört zum Dekanat Worms-Wonnegau in der Propstei Rheinhessen-Nassauer Land der Evangelischen Kirche in Hessen und Nassau.